# Одисеас Влаходимос
Одисеас Влаходимос (грч. Οδυσσέας Βλαχοδήμος; Штутгарт, 26. април 1994) je грчки фудбалер који игра на позицији голмана. Тренутно игра за Њукасл јунајтед и фудбалску репрезентацију Грчке.

## Клупска каријера
Бранио је у млађим категоријама фудбалских клубова Ванген и Штутгарт. Дана 25. фебруара 2012. Влаходимос је дебитовао на голу другог тима Штутгарта у трећој лиги против Хајденхајма. Већ 22. јуна 2012. продужио је уговор са Штутгартом до јуна 2015. У Бундеслиги је дебитовао у мечу против Ајнтрахта из Франкфурта.
Дана 26. јануара 2016. потписао је за грчког великана Панатинаикос. У јулу 2018. године прешао је у редове лисабонске Бенфике.

## Репрезентативна каријера
Од 2009. године је почео да игра за немачке репрезентације разних узраста. Био је први голман немачке младе репрезентације на европским и омладинским светским првенствима 2011, европски првак 2017. у конкуренцији до 21 године.
Међутим, касније је одлучио да игра за Грчку. Дана 5. новембра 2018. ФИФА му је дозволила да наступа за грчку репрезентацију, а 9. новембра тадашњи селектор Ангелос Анастасијадис га је позваo у грчку репрезентацију на утакмице против Финске и Естоније у оквиру Лиге нација. Дебитовао је 15. новембра 2018. године против Финске (победа 1:0).

## Статистика каријере

### Репрезентативна
Ажурирано 17. новембра 2024.
| Репрезентација | Година | Наступи | Голови |
| -------------- | ------ | ------- | ------ |
| Грчка          | 2018   | 1       | 0      |
| Грчка          | 2019   | 5       | 0      |
| Грчка          | 2020   | 4       | 0      |
| Грчка          | 2021   | 11      | 0      |
| Грчка          | 2022   | 8       | 0      |
| Грчка          | 2023   | 10      | 0      |
| Грчка          | 2024   | 9       | 0      |
| Укупно         | Укупно | 48      | 0      |

## Трофеји
Бенфика
- Првенство Португалије (2) : 2018/19, 2022/23.
- Суперкуп Португалије (2) : 2019, 2023.

Њукасл јунајтед
- Лига куп Енглеске (1) : 2024/25.[8]

Немачка до 21
- Европско првенство до 21 (1) : 2017.